# خفاش ثلاثي اللون
الخفافيش ثلاثية الألوان (Perimyotis subflavus) هي نوع من الخفافيش الصغيرة الأصلية في شرق أمريكا الشمالية. اسمها الشائع «الخفافيش ثلاثية الألوان» مستمد من تلوين الشعر على ظهرها، الذي يحتوي على ثلاثة أشرطة ألوان مميزة. وهي أصغر أنواع الخفافيش في شرق الولايات المتحدة. تتزاوج هذه الأنواع في الخريف قبل الإسبات، على الرغم من تخزين الحيوانات المنوية، فإن الإناث لا يحملن حتى الربيع. يولد الذكور عاجزين، على الرغم من التطور السريع وتطير وتبحث عن الطعام قبل عمر أربعة أسابيع. لها عمر طويل نسبيًا، ويمكن أن تعيش ما يقرب من خمسة عشر عامًا.
في الصيف، تجثم الإناث في مجموعات صغيرة ويجثم الذكور بشكل منفرد في أوراق الشجر. تأكل مجموعة متنوعة من الحشرات، وتبحث عن الطعام في رحلة بطيئة وغير منتظمة ووتقوم بالملاحة عبر تحديد الموقع بالصدى. على الرغم من اعتبارها واحدة من أكثر أنواع الخفافيش شيوعًا، فقد انخفض تعدادها بسرعة منذ عام 2006 مع ظهور متلازمة الأنف الأبيض. تم إدراجها كأنواع مهددة بالانقراض في عام 2012 في كندا، وتم تقديم التماس لإدراجها في قائمة الأنواع المهددة بالانقراض في الولايات المتحدة. جنبا إلى جنب مع الخفافيش ذوات الشعر الفضي، والخفافيش ذوي الثلاثة ألوان هي واحدة من اثنين من أنواع الخفافيش التي تصاب ب داء الكلب وغالبا ما تورطت في وفيات داء الكلب لدى الإنسان في الولايات المتحدة، في ستة عشر حالة وفاة من 1958 – 2000.

## التصنيف

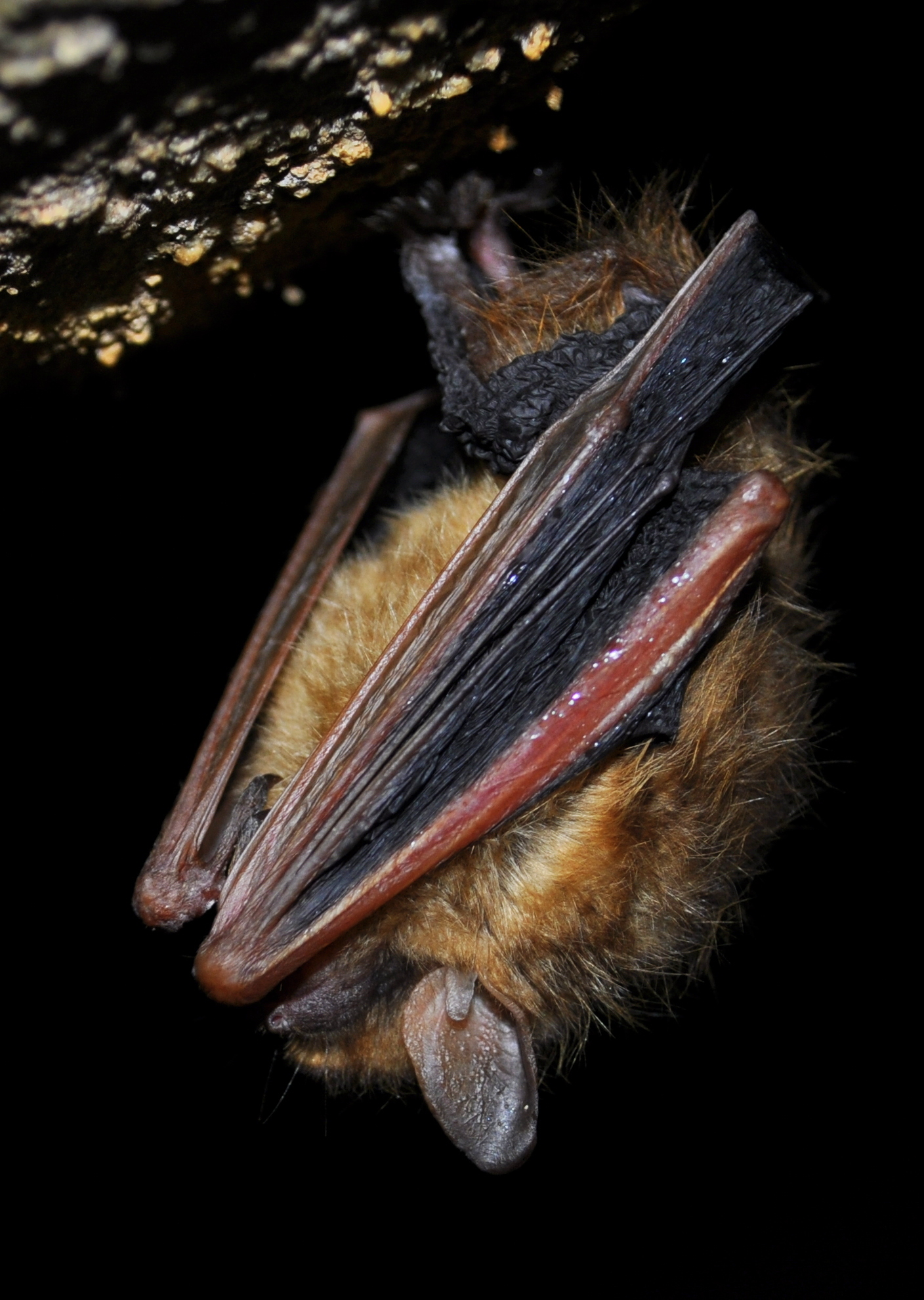
خفاش ثلاثي الألوان

تم وصف الخفاش ثلاثي الألوان بأنه نوع جديد في عام 1832 من قبل عالم الحيوان الفرنسي فريديريك كوفييه، الذي وضعه في جنس Vespertilio مع اسم علمي هو Vespertilio subflavus . تم جمع النمط الهولي في ولاية جورجيا الأمريكية من قبل عالم الطبيعة الأمريكي جون إيتون لو كونتي. في عام 1897، وضعها عالم الحيوان الأمريكي جيريت سميث ميللر في جنس Pipistrellus لأول مرة نتيجة تشابهها الجسدي مع أانواع أخرى من نفس الجنس. وبالتالي كان اسمها الشائع «بيبستريل الشرقية». في عام 2003، خلصت دراسة جينية إلى أن الخفافيش ثلاثية الألوان كانت متميزة عن أنواع Pipistrellus (وخفافيش الوادي)، مما يؤكد صحة جنس Perimyotis. يُقبل استخدام الاسم العلمي Perimyotis subflavus على نطاق واسع اعتبارًا من عام 2019.  تم تغيير اسمها الشائع من «pipistrelle الشرقية» إلى «الخفافيش ثلاثية الألوان» لتعكس تصنيفها المنقح.

## الوصف
يمتلك الخفاش ثلاثي الألوان فرو أشقر مميز ثلاثي الألوان على ظهره. الشعر ذو ثلاثة ألوان: الرمادي الداكن في المركز، بافي (البني المصفر) في الوسط، والبني البني المحمر على الحافة. وهي أصغر أنواع الخفافيش الموجودة في شرق وغرب الولايات المتحدة. يبلغ طول الساعد 31.4–34.1 مـم (1.24–1.34 بوصة) ويزن 4.6–7.9 غ (0.16–0.28 أونصة) . سواعدها حمراء، وتتناقض مع الأغشية السوداء لأجنحتها. جناحيها يبلغان 21–26 سـم (8.3–10.2 بوصة) . لديها صيغة اسنان 2.1.2.3 3.1.2.3 لما مجموعه 34 سنًا.

## علم الأحياء وعلم البيئة

### التكاثر ودورة الحياة
الخفافيش ثلاثية اللون هي موسمية التناسل، يكون الجماع (التزاوج) لديها في الخريف قبل السبات. لا يحدث التبويض حتى الربيع، وتخزن الإناث الحيوانات المنوية للذكور في الرحم خلال فصل الشتاء. يبلغ طول فترة الحمل حوالي أربعة وأربعين يومًا، وتلد الإناث في يونيو أو يوليو. عند الأطفال حديثي الولادة، يمكن أن تصل الكتلة الاجمالية للجرو التوأم إلى 58٪ من كتلة الأم بعد الولادة. عند الولادة، يفتقر الذكور إلى الفراء وعيونهم تكون مغلقة.  يتطور النسل بسرعة، ويبدأ الطيران في عمر ثلاثة أسابيع. لا يصل الذكور إلى النضج الجنسي في خريفهم الأول؛ لا يتكاثرون حتى الموسم الثاني.
يمكن للخفافيش الثلاثية اللون ان تعيش 14.8 سنة على الأقل في البرية؛ لدى الخفافيش الصغيرة معدلات وفيات أعلى من البالغة، والإناث لديهن معدلات وفيات أعلى من الذكور. 

### السلوكيات
خلال فصل الصيف، تقوم الخفافيش ذوات الألوان الثلاثية بضرب نفسها في أوراق الشجر أو المباني، مع الإناث في مجمعوت يصل عددها إلى ثلاثين فردًا. تشمل الأشجار المستخدمة لهذا الغرض البلوط والقيقب وخشب القطن الشرقي وشجرة التوليب الأمريكية.
في الشتاء، تسبت الخفافيش ثلاثية الألوان في المناجم أو الكهوف أو غيرها من الاماكن المظلمة. ووجدت دراسة استمرت لمدة عام على منجم في ولاية نبراسكا الأمريكية أن المنجم كان اغلب مستوطنوه من الذكور. إجمالي عدد الخفافيش ثلاثية الألوان التي تستخدم المنجم تراوحت من واحد إلى ثلاثة وأربعين. تكون الخفافيش في حالة من السبات من نوفمبر إلى أبريل. يستخدم عدد أكبر من الخفافيش المنجم كجثم في الشتاء أكثر من الصيف. في منجم آخر مهجور في ولاية إنديانا الأمريكية، وجد الباحثون أن الخفافيش ثلاثية الألوان تجثم بشكل منفرد أثناء السبات في معظم الوقت (96.8 ٪ من الملاحظات كانت فردية). أثناء الإسبات، يفقد الذكور في المتوسط 2.65 غ (0.093 أونصة) من الوزن، بينما تفقد الإناث في المتوسط 2.5 غ (0.088 أونصة) من الوزن.

### النظام الغذائي
الخفافيش ثلاثية اللون هي اكلة حشرات، وتستهلك فريسة صغيرة من 4–10 مـم (0.16–0.39 بوصة) في الطول يوميا. تشمل الفرائس البعوض والخنافس والنمل والعث والزيز. ويتغذى في المناطق القريبة من حواف المياه أو الغابات.   تبحث عن الفريسة عن طريق تحديد الموقع بالصدى (السونار).

### المفترسات والطفيليات والأمراض

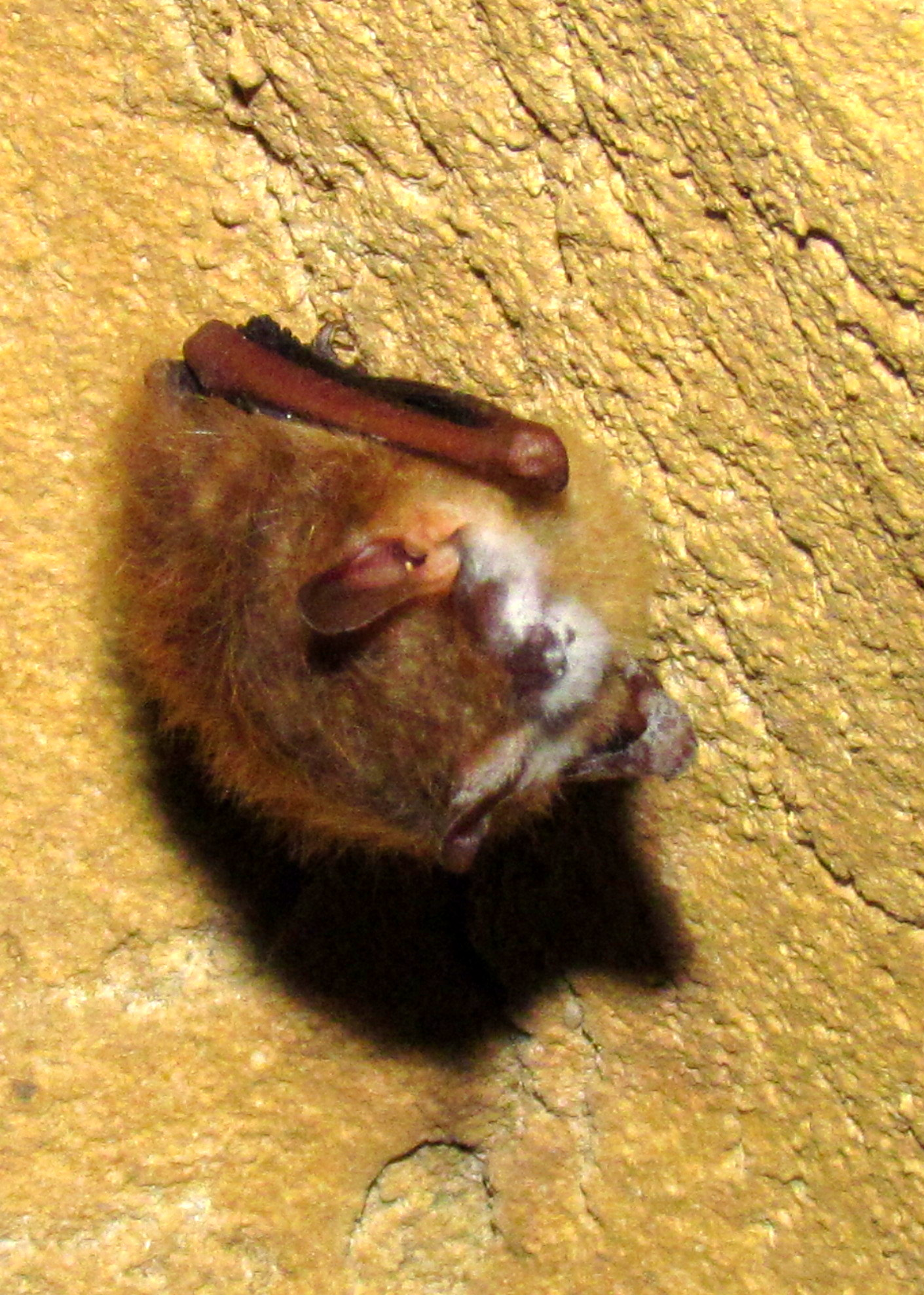
خفاش ثلاثي الألوان مع أعراض عدوى متلازمة الأنف الأبيض

وتشمل الحيوانات المفترسة الطبيعية للخفافيش ثلاثية الألوان ضفدع النمر الشمالي، والطيور الجارحة، والراكون، والثعابين، والظربان، وظربان البراري.   القطط الوحشية تفترسها وتقتلها أيضًا أثناء مغادرتها السبات (الكهف أو المنجم المستخدم في السبات). الخفافيش ثلاثية الألوان هي معرضة أيضا للعديد من أنواع الطفيليات الداخلية والطفيليات الخارجية. والجراثيم الأيمرية (الأيمرية heidti  ).
الخفافيش ثلاثية الالون شهدت انخفاضا حادا في عددها نتيجة لمتلازمة الالتهاب الفطري الأبيض، التي وصلت إلى الولايات المتحدة في عام 2006، مع خسائر بنسبة 70 ٪ وأكثر وتم اكتشافها في العديد من الولايات الأمريكية. يقتل المرض الخفافيش من خلال غزو جلدها خلال فصل الشتاء، مما يتسبب في قتلها من خلال اكل احتياطياتها المحدودة من الدهون. على الرغم من أن اعدادها قد شهدت انخفاضًا كبيرًا، فقد وجدت الدراسات اللاحقة أن أعدادها قد تكون مستقرة، على الرغم من أن السبات الذي تم ايجاد العديد من الأفراد فيه قد يستضيف فقط أقل من خمسة خفافيش، أو حتى واحد فقط حاليا.

## الموطن
الخفافيش ثلاثية الألوان شائعة في جميع أنحاء شرق أمريكا الشمالية، وفي جنوب كندا. توسع انتشارها منذ الثمانينيات، مع التوسع الغربي إلى ولايات كولورادو الأمريكية ونيو مكسيكو وداكوتا الجنوبية ووايومنغ. بالإضافة إلى ذلك، زاد انتشارها ليشمل حوض البحيرات الكبرى. 

## حمايتها
اعتبارًا من عام 2018، تم إدراجه كنوع مهدد ادنى قبل IUCN . ومع ذلك، في عام 2008، تم اعتبارها من الأنواع الغير مهددة، وهي أدنى أولويات الحماية في الاتحاد الدولي لحفظ الطبيعة. في الفترة الفاصلة بين التقييمين، انتشرت متلازمة المرض الفطري للأنف الأبيض على نطاق واسع في شرق أمريكا الشمالية، مما أثر بشدة على الخفافيش ثلاثية الألوان. تاريخياً، كان أحد أكثر أنواع الخفافيش شيوعًا في شرق أمريكا الشمالية.  تعتبر الخفافيش ثلاثية الألوان من الأنواع المهددة بالانقراض في إطار لجنة حالة الحياة البرية المهددة بالانقراض في كندا اعتبارًا من عام 2012. في عام 2016، قدم مركز التنوع البيولوجي والمدافعون عن الحياة البرية عريضة إلى خدمة الأسماك والحياة البرية في الولايات المتحدة (USFWS) لإدراج الخفافيش ثلاثية الألوان بموجب قانون الأنواع المهددة بالانقراض لعام 1973 . قررت USFWS أن الالتماس أثبت أن إدراج الأنواع على أنها «مهددة» أو «مهددة بالانقراض» قد يكون له ما يبرره. اعتبارًا من عام 2019، كان النظر في الإدراج لا يزال قيد المراجعة.

## علاقتها مع البشر
إلى جانب الخفاش ذو الشعر الفضي، يعتبر الخفاش ثلاثي الألوان أحد نوعين من الخفافيش اللاتي تسبب داء الكلب في 70٪ من حالات داء الكلب البشرية من الخفافيش في الولايات المتحدة. بالإضافة إلى ذلك، تسبب فيروس داء الكلب المرتبط بهذين النوعين في 75 ٪ من وفيات داء الكلب في الولايات المتحدة (حالات داء الكلب حيث مسار التعرض غير واضح، ولا يوجد تاريخ لدغات). من 1958 – 2000، توفي ستة عشر شخصا في الولايات المتحدة بسبب داء الكلب المرتبط بالخفافيش ثلاثية أللون، أو 46٪ من مجموع وفيات داء الكلب في البلاد.